# 아테라자와선
아테라자와선(일본어: 左沢線)은 일본 야마가타현 야마가타시의 기타야마가타역부터 야마가타 현 니시무라야마군 오에정의 아테라자와역을 잇는 동일본 여객철도의 철도 노선(지방 교통선)이다.

## 노선 정보
- 관할 (사업 종별) : 동일본 여객철도 (제 1 종 철도사업자)
- 구간 · 노선 거리 (영업 거리) : 기타야마가타 - 아테라자와 24.3km
- 역 수 : 11 (기종점역 포함)
  - 아테라자와 선 소속 역으로 한정된 경우, 기점의 기타야마가타 역(오우 본선 소속)이 제외되어, 10역이 된다.
- 궤간 : 1067mm
- 복선화 구간 : 없음 (전 구간 단선)
- 전철화 구간 : 없음 (전 구간 비 전철화)
- 폐색방식 :
  - (야마가타 - 기타야마가타 : 단선 자동 폐색식)
  - 기타야마가타 - 아테라자와 : 특수 자동 폐색식 (궤도 회로 검지식)
- 보안장치 : ATS-Ps
- 최고속도 : 85km/h
- 운전지령소 : 사가에 CTC

전 구간이 동일본 여객철도 센다이 지사의 관할이다.

## 역 목록
- 전 노선 야마가타현에 소재.

| 노선명            | 역명         | 일어 역명 | 역간 거리 | 영업 거리 | 접속 노선                                                              | 소재지           | 소재지     |
| ----------------- | ------------ | --------- | --------- | --------- | ---------------------------------------------------------------------- | ---------------- | ---------- |
| ※                 | 야마가타     | 山形      | -         | 1.9       | 동일본 여객철도 야마가타 신칸센 · 오우 본선(야마가타 선 요네자와 방면) | 야마가타시       | 야마가타시 |
| 아 테 라 자 와 선 | 기타야마가타 | 北山形    | 1.9       | 0.0       | 동일본 여객철도 오우 본선(야마가타 선 신조 방면) · 센잔 선             | 야마가타시       | 야마가타시 |
| 아 테 라 자 와 선 | 히가시카나이 | 東金井    | 3.1       | 3.1       |                                                                        | 야마가타시       | 야마가타시 |
| 아 테 라 자 와 선 | 우젠야마베   | 羽前山辺  | 3.4       | 6.5       |                                                                        | 히가시무라야마군 | 야마노베정 |
| 아 테 라 자 와 선 | 우젠카네자와 | 羽前金沢  | 3.0       | 9.5       |                                                                        | 히가시무라야마군 | 나카야마정 |
| 아 테 라 자 와 선 | 우젠나가사키 | 羽前長崎  | 1.5       | 11.0      |                                                                        | 히가시무라야마군 | 나카야마정 |
| 아 테 라 자 와 선 | 미나미사가에 | 南寒河江  | 2.5       | 13.5      |                                                                        | 사가에시         | 사가에시   |
| 아 테 라 자 와 선 | 사가에       | 寒河江    | 1.8       | 15.3      |                                                                        | 사가에시         | 사가에시   |
| 아 테 라 자 와 선 | 니시사가에   | 西寒河江  | 1.1       | 16.4      |                                                                        | 사가에시         | 사가에시   |
| 아 테 라 자 와 선 | 우젠타카마쓰 | 羽前高松  | 2.9       | 19.3      |                                                                        | 사가에시         | 사가에시   |
| 아 테 라 자 와 선 | 시바하시     | 柴橋      | 3.0       | 22.3      |                                                                        | 사가에시         | 사가에시   |
| 아 테 라 자 와 선 | 아테라자와   | 左沢      | 2.0       | 24.3      |                                                                        | 니시무라야마군   | 오에정     |